# طرغول فلبيني
طرغول فلبيني (الاسم العلمي:Tragulus nigricans) (بالإنجليزية: Philippine mouse-deer or Balabac chevrotain or pilandok)‏ هو نوع من الحيوانات يتبع جنس الطرغول من الفصيلة الطرغولية.